# Stormfågel (musikgrupp)
Stormfågel är en musikgrupp som spelar neofolk/martial industrial/dark pop med svenska, engelska, tyska och ungerska texter. Gruppen består av svenskfödde Andreas Neidhardt. Tidigare var även den ungerska sångerskan Éva Mag delaktig i gruppen.
Stormfågels första fullängdsalbum släpptes 2005 på det svenska skivbolaget Cold Meat Industry. På debutalbumet Den nalkande stormen samarbetade Andreas Neidhardt med Éva Mag. Hon förde in influenser från ungersk folkmusik i bandet, vilket för de nästkommande åren blev lite av Stormfågels signum. Skivan fick ett positivt mottagande och utnämndes bland annat till det årets Neofolk/Martial-skiva av Heathen Harvest. 2007 släpptes ett andra album, Ett berg av fasa, vilket befäste Stormfågels plats bland de större inom tredje generationens neofolkband. 
2007 gjorde Stormfågel tre spelningar: i Budapest, på Wave-Gotik-Treffen i Leipzig samt på en "Cold Meat Evening" i Augsburg där även en CD-R vid namn "Svenska Visor" släpptes. Strax därefter avslutade Andreas Neidhardt och Éva Mag sitt samarbete och Stormfågel fortsatte som ett enmansprojekt. 
Efter att även ha brutit med Cold Meat Industry släppte Stormfågel sitt tredje album, Eldvakt, på det österrikiska skivbolaget Steinklang i april 2010. Medverkande på Eldvakt är bland annat Angelica Segerbäck från Waves under Water och LinaLaukaR.
I december 2010 gjorde Stormfågel sin första spelning på tre år i den tyska staden Traunstein tillsammans med Dead Man's Hill, Natan och Bifröst. År 2013 uppträdde bandet i Schweiz och Österrike, och år 2024 spelade Stormfågel på festivalen NCN (Nocturnal Culture Night) i Deutzen utanför Leipzig.

## Diskografi
- 2005 – Kinder der Vergangenheiten, Helden aus den grauen Zeiten, Kultur & Politik (demo)
- 2005 – Den nalkande stormen, Cold Meat Industry
- 2007 – Ett berg av fasa, Cold Meat Industry
- 2007 – Svenska visor, Kultur & Politik
- 2010 - Eldvakt, Steinklang
- 2012 - Dödsvals, Steinklang
- 2014 - All This Will Pass, Kultur & Politik
- 2016 - Arla gryning, Sun & Moon Records